# Килкени (графство)
Килкени (на английски: County Kilkenny, Каунти Килкени; на ирландски: Contae Chill Chainnigh) е едно от 26-те графства на Ирландия. Намира се в провинция Ленстър. Граничи с графствата Карлоу, Уексфорд, Лийш, Уотърфорд и Типърари. Има площ 2061 km². Население 87 394 жители към 2006 г. Главен град на графството е Килкени. Градовете в графството са Балирагет, Грейгнамана, Калан, Касълкоумър, Килкени (най-голям по население), Мълинават, Томастаун и Ърлингфорд.